# يان فريمان (لاعب دوري الرغبي)
يان فريمان (بالإنجليزية: Ian Freeman)‏ هو لاعب دوري الرغبي أسترالي، ولد في 31 أغسطس 1957.